# Bank
Bank (Bans, Banco, Bot) (?, 2. pol. 12. st. - ?, 1. pol. 13. st.), hrvatski ban (1208. – 1209. i 1217. – 1218.) i ugarski palatin (1212. – 1213.).
Prvi put se spominje kao ban u ispravama kralja Andrije II. Arpadovića (1205. – 1235.). Kao palatin sudjelovao je u uroti protiv kraljice Gertrude. Godine 1217. ponovno je obnašao bansku dužnost, a u razdoblju 1221. – 1223. godine bio je dvorski sudac (judex curiae) te jedan od onih koji su naveli Andriju II da objavi Zlatnu bulu.